# David di Donatello al millor director novell
El premi David di Donatello al millor director novell (en italià: David di Donatello per il miglior regista esordiente) és un premi de cinema que anualment atorga l'Acadèmia del Cinema Italià (ACI, Accademia del Cinema Italiano) per reconèixer la destacada direcció d'un director de cinema debutant que ha treballat dins de la indústria cinematogràfica italiana durant l'any anterior a la cerimònia. El premi es va donar per primera vegada el 1982.
El premi està dedicat al 4t president de l'Acadèmia del Cinema Italià: premis David di Donatello Gian Luigi Rondi a partir de l'edició del 2019.

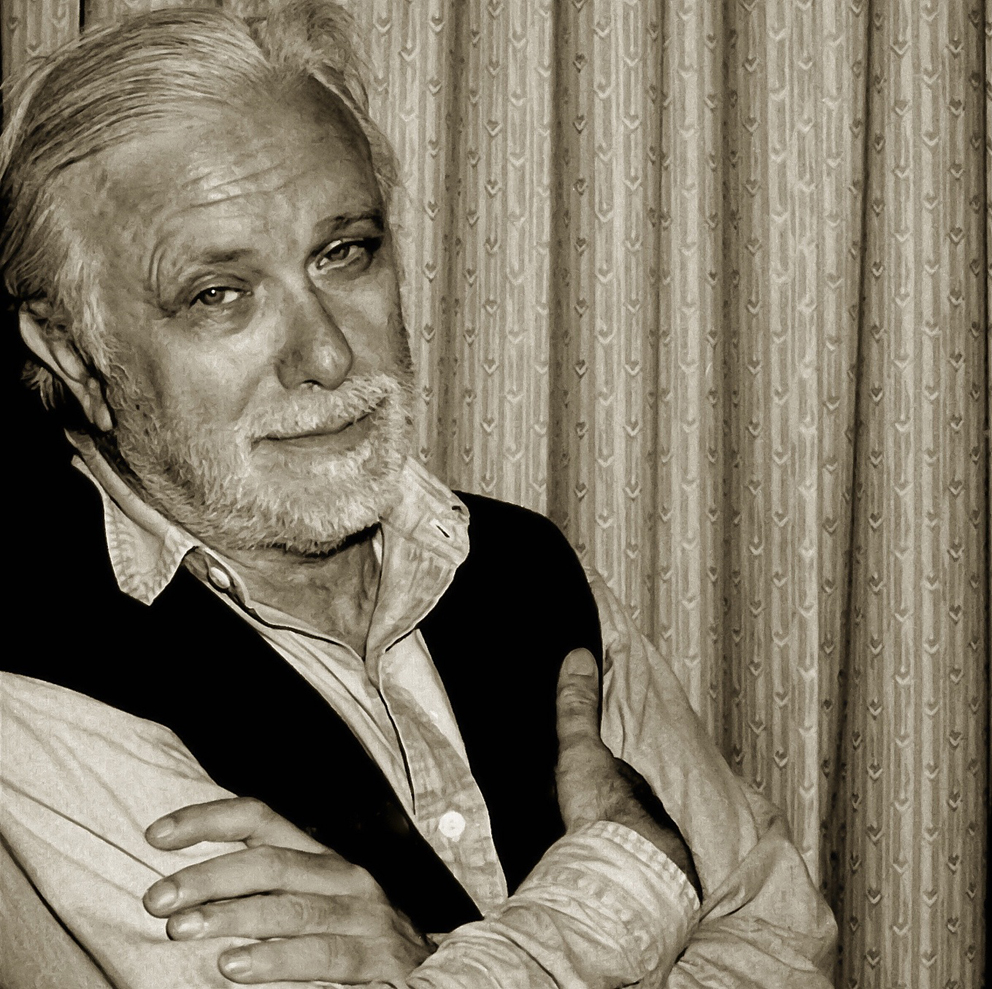
Luciano De Crescenzo va guanyar el 1985 amb Così parlò Bellavista.

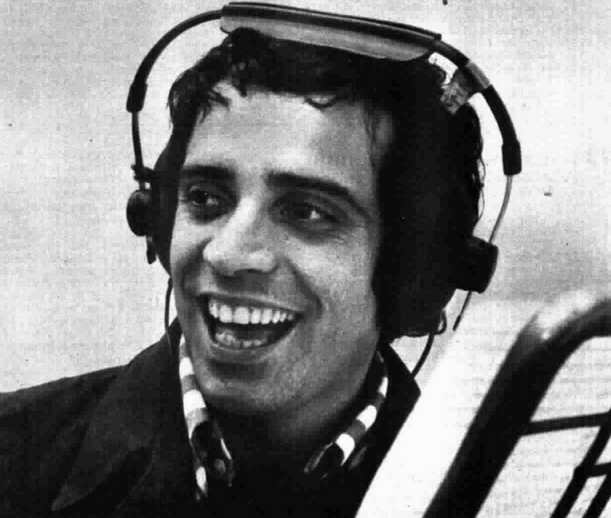
Enrico Montesano va guanyar el 1986 amb A me mi piace.

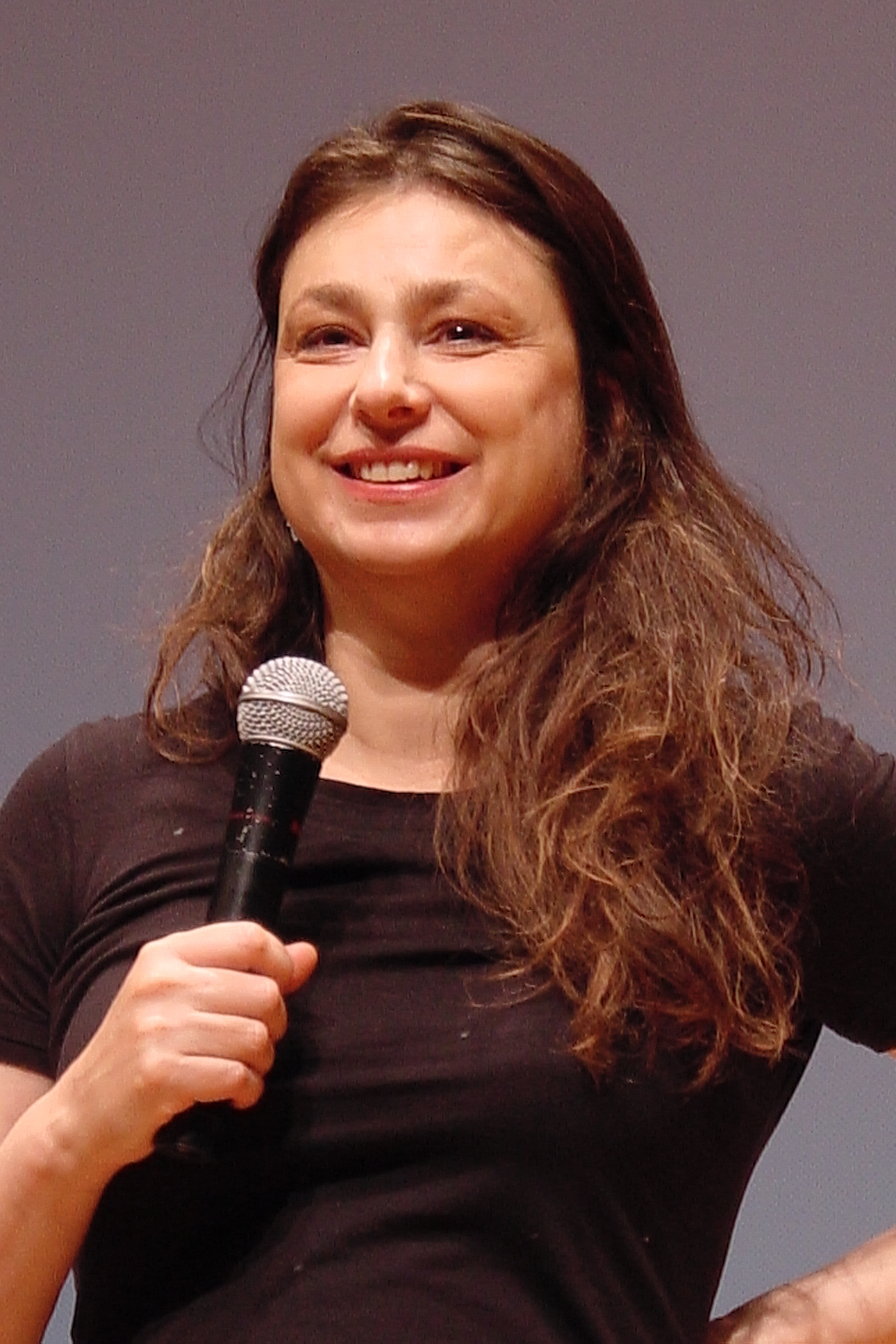
Francesca Archibugi va guanyar el 1989 amb Mignon è partita.

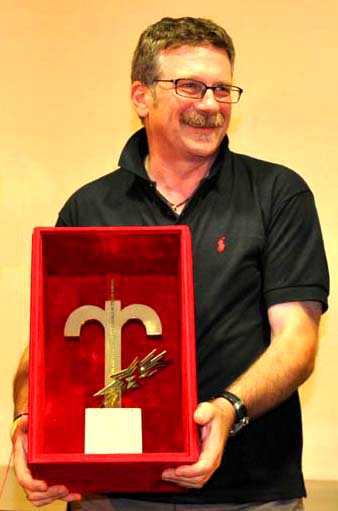
Alessandro D'Alatri va guanyar el 1991 amb Americano rosso.

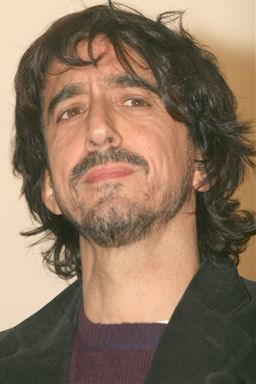
Sergio Rubini va guanyar el 1991 amb L'estació.

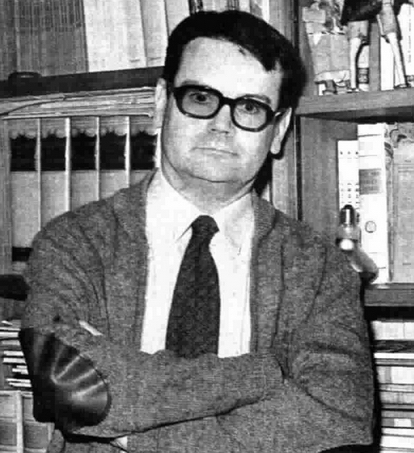
Massimo Scaglione va guanyar el 1992 amb Angeli a Sud.

Els candidats i els guanyadors són seleccionats per votació secundària per tots els membres de l’Acadèmia.

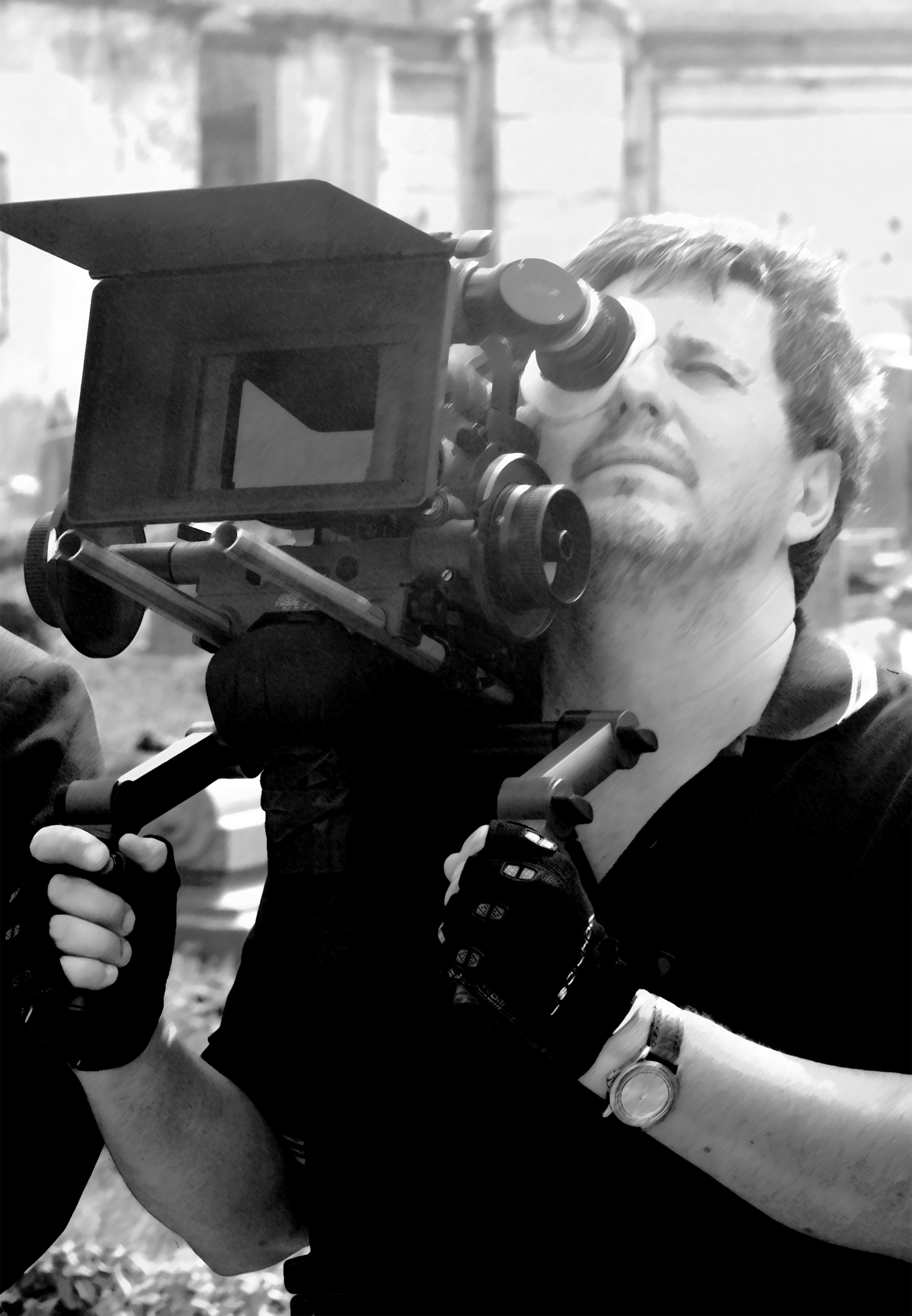
Maurizio Zaccaro va guanyar el 1992 amb Dove comincia la notte.

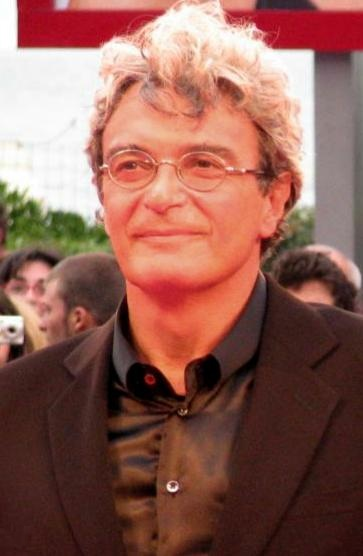
Mario Martone va guanyar el 1993 amb Morte di un matematico napoletano.

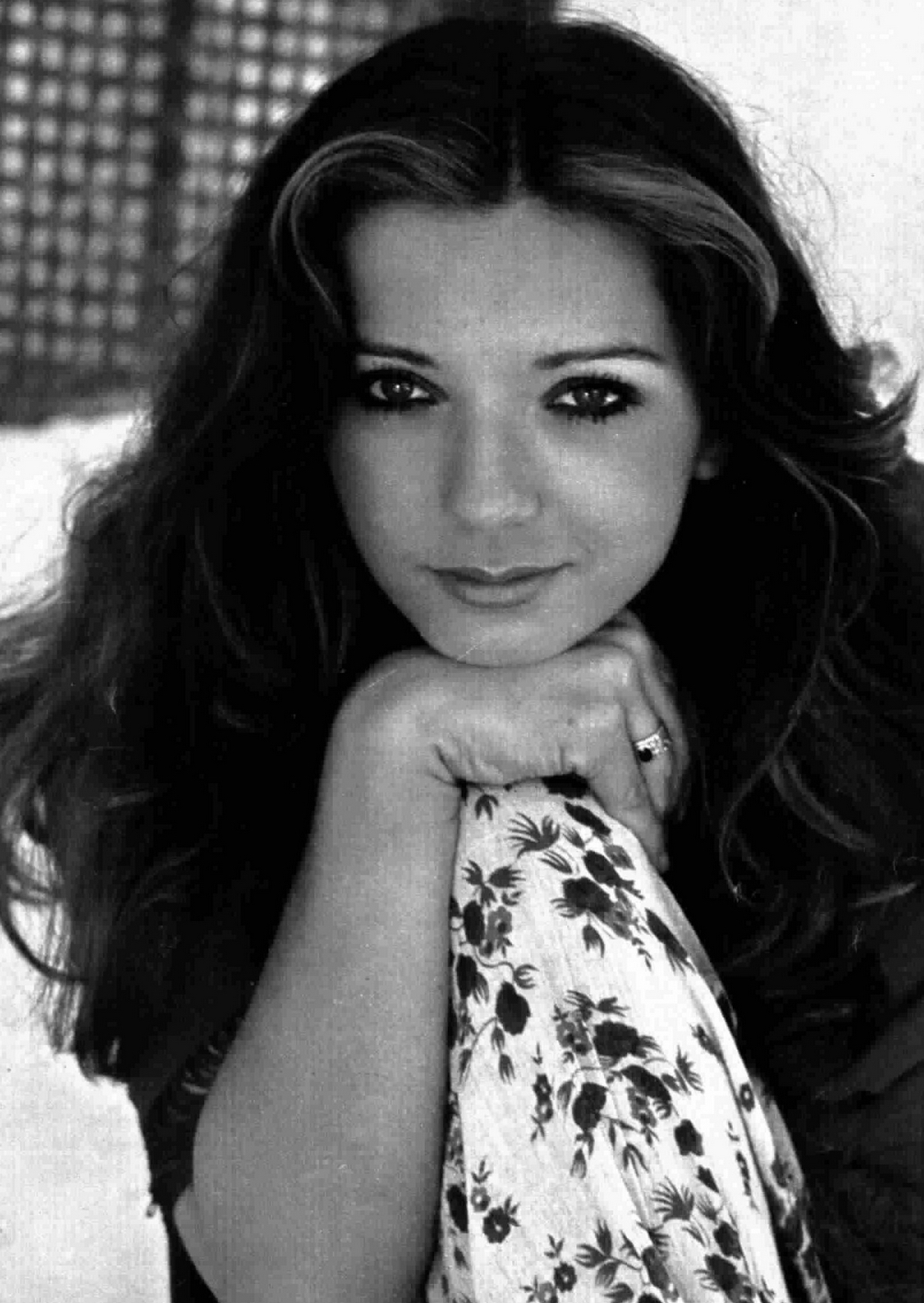
Simona Izzo va guanyar el 1994 amb Maniaci sentimentali.

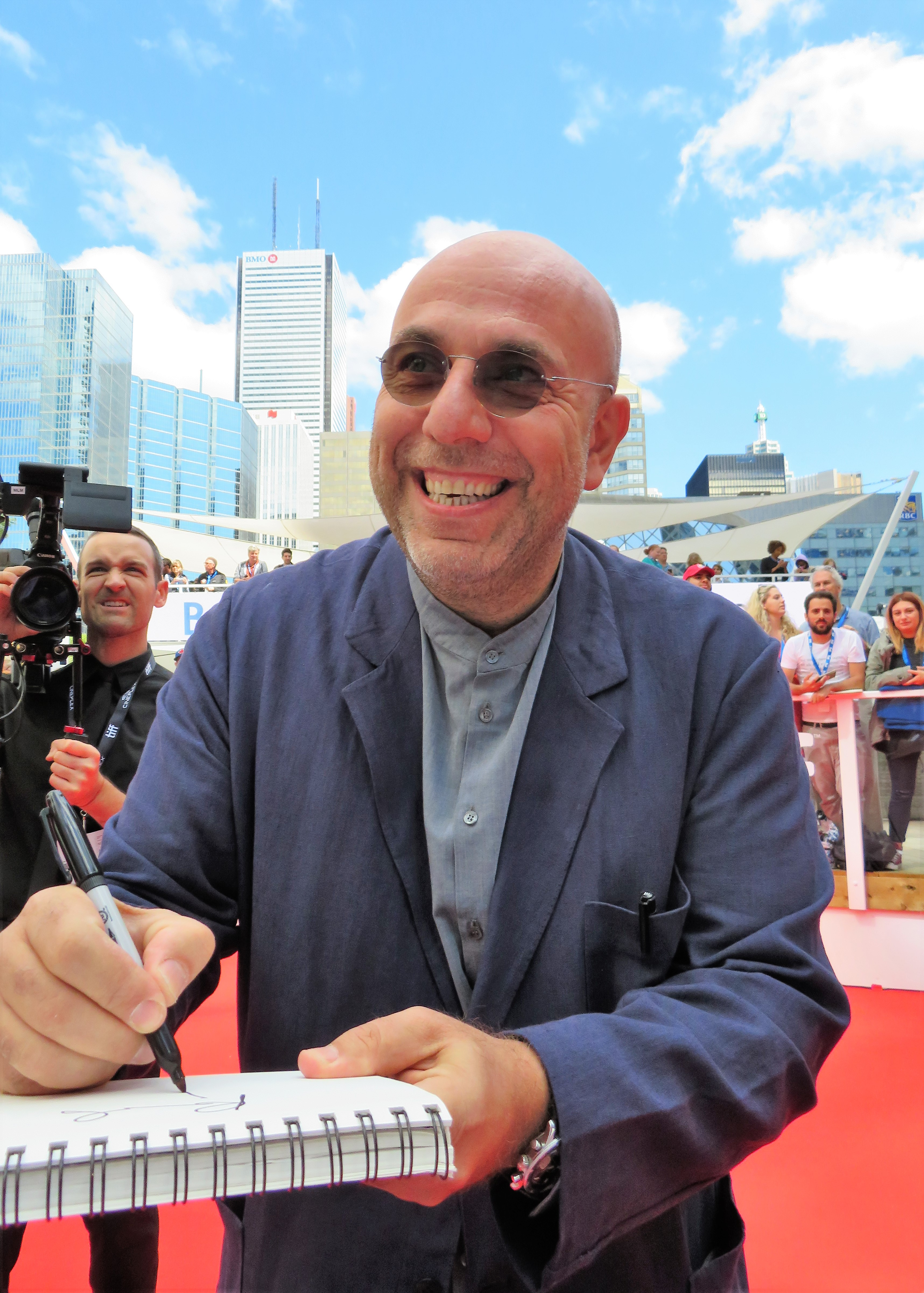
Paolo Virzì va guanyar el 1995 amb La bella vita.

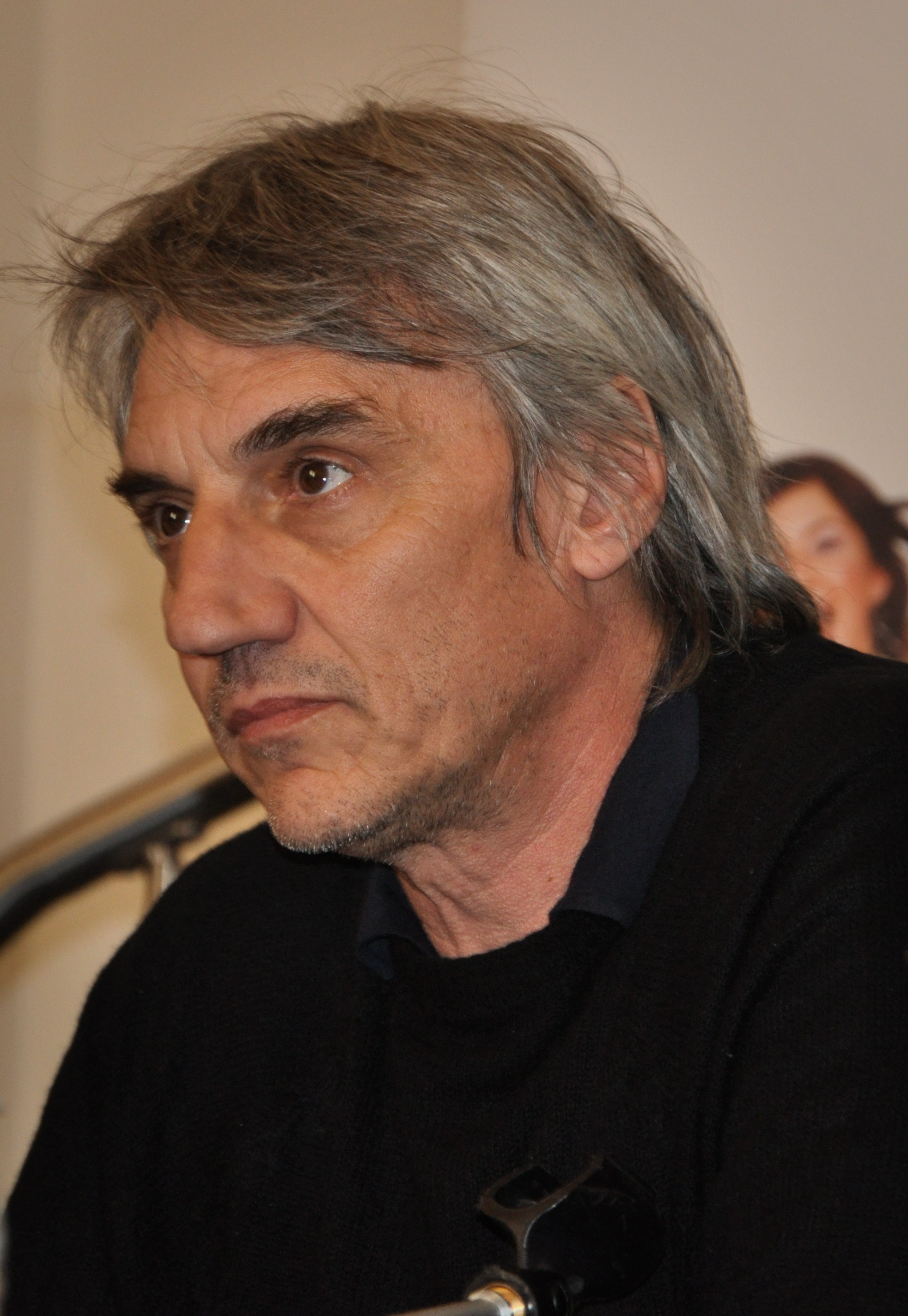
Mimmo Calopresti va guanyar el 1996 amb La seconda volta.

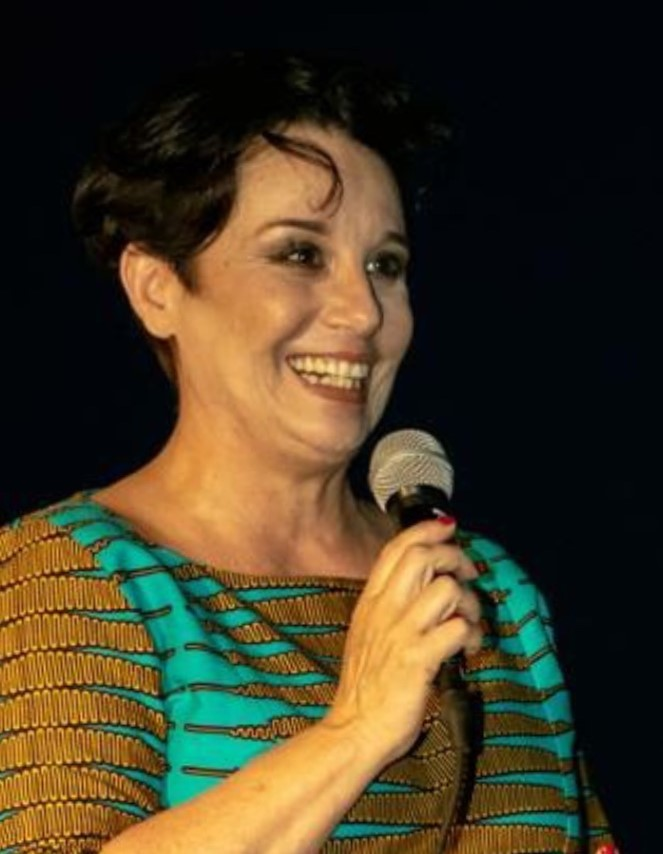
Roberta Torre va guanyar el 1998 amb Tano da morire.

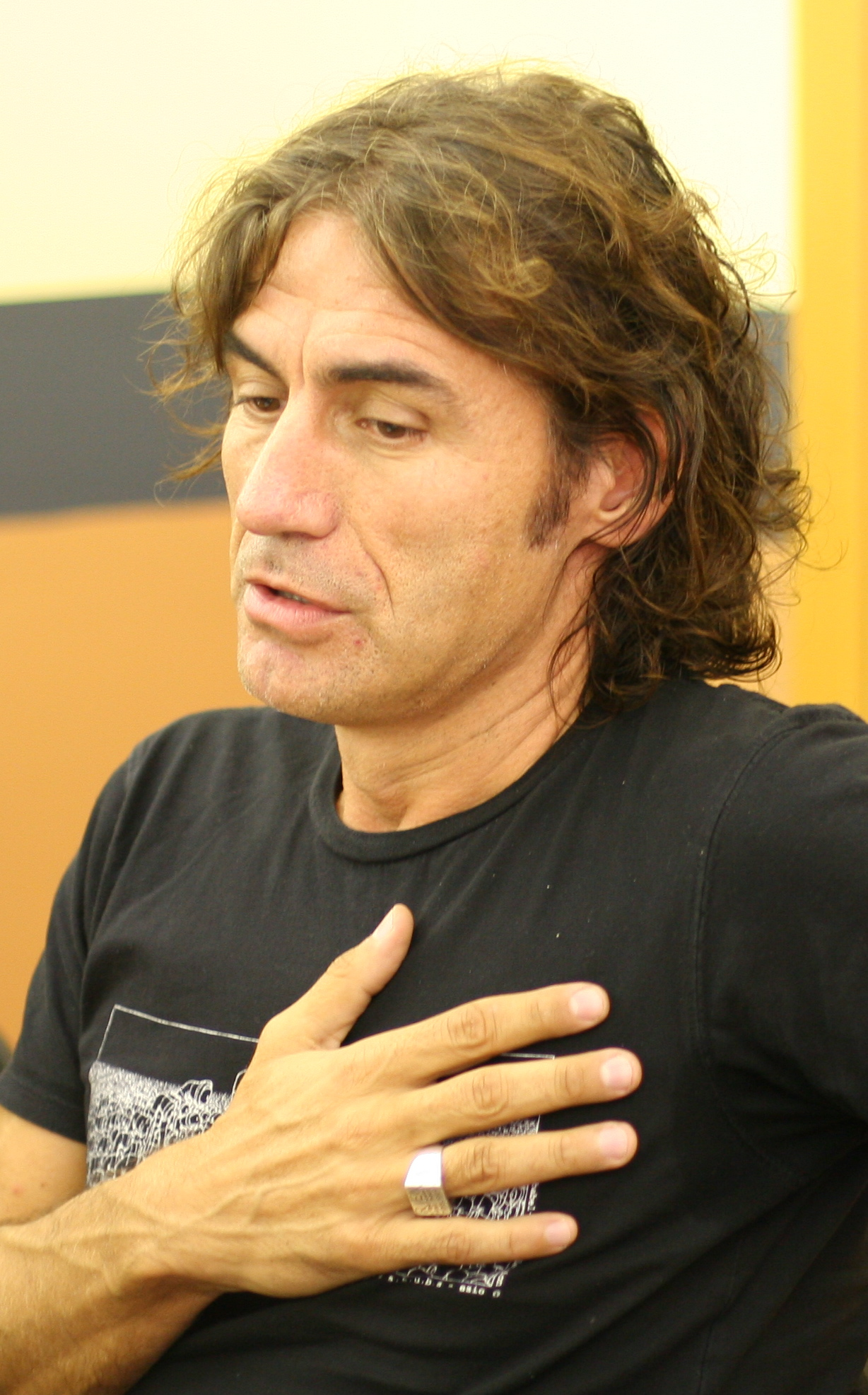
Luciano Ligabue va guanyar el 1999 amb Radiofreccia.

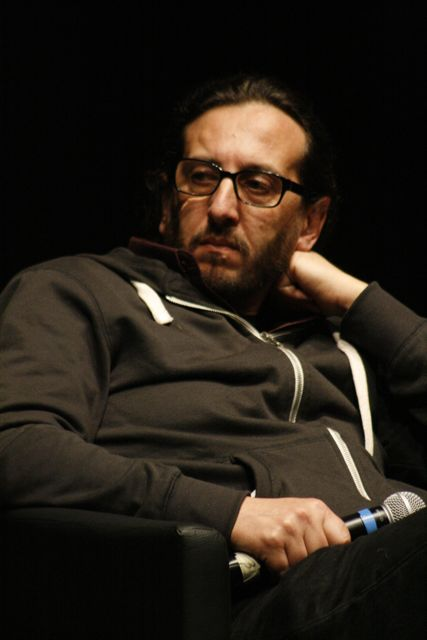
Daniele Vicari va guanyar el 2003 amb Velocità massima.

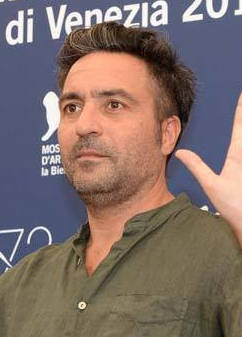
Saverio Costanzo va guanyar el 2005 amb Private.

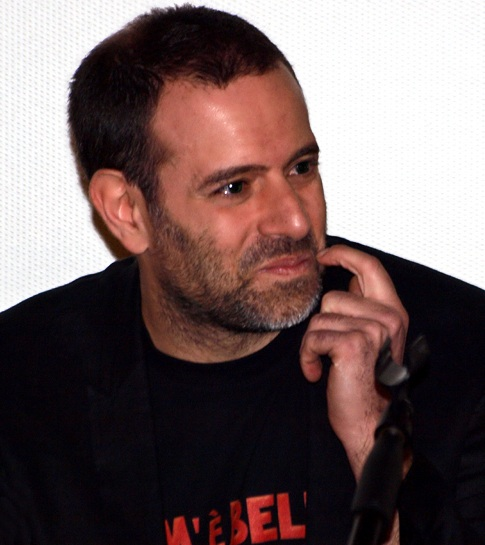
Fausto Brizzi va guanyar el 2006 amb Notte prima degli esami.

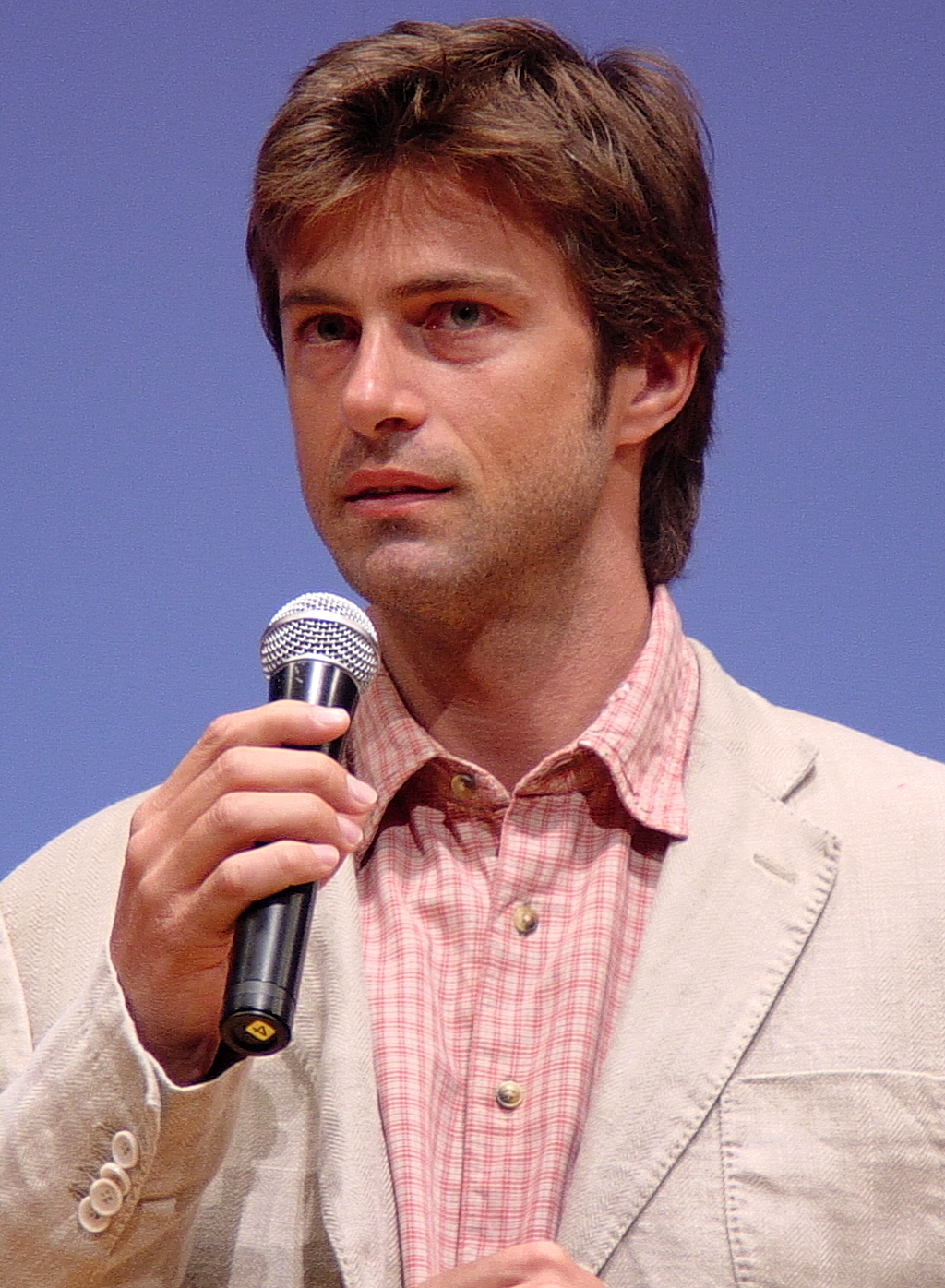
Kim Rossi Stuart va guanyar el 2007 amb Anche libero va bene.

## Guanyadors
Els guanyadors del premi (en negreta) han estat:

### Anys 1982-1989
- 1982
  - Luciano Manuzzi - Fuori stagione
  - Alessandro Benvenuti - Ad ovest di Paperino
  - Enzo Decaro - Prima che sia troppo presto
- 1983
  - Francesco Laudadio - Grog
  - Marco Risi - Vado a vivere da solo
  - Cinzia TH Torrini - Giocare d'azzardo
  - Roberto Benigni - Tu mi turbi
- 1984
  - Roberto Russo - Flirt
  - Giacomo Battiato - I Paladini: Storia d'armi e d'amori
  - Francesca Marciano i Stefania Casini - Lontano da dove
- 1985
  - Luciano De Crescenzo - Così parlò Bellavista
  - Francesca Comencini - Pianoforte
  - Francesco Nuti - Casablanca, Casablanca
- 1986
  - Enrico Montesano - A me mi piace
  - Amanzio Todini - I soliti ignoti vent'anni dopo
  - Valerio Zecca - Chi mi aiuta?
- 1987
  - Giorgio Treves - La coda del diavolo
  - Antonietta De Lillo e Giorgio Magliulo - Una casa in bilico
  - Giuseppe Tornatore - Il camorrista
- 1988
  - Daniele Luchetti - Domani accadrà
  - Carlo Mazzacurati - Notte italiana
  - Stefano Reali - Laggiù nella giungla
- 1989
  - Francesca Archibugi - Mignon è partita
  - Massimo Guglielmi - Rebus
  - Sergio Staino - Cavalli si nasce

### Anys 1990-1999
- 1990
  - Ricky Tognazzi - Piccoli equivoci
  - Giacomo Campiotti - Corsa di primavera
  - Gianfranco Cabiddu - Disamistade
  - Livia Giampalmo - Evelina e i suoi figli
  - Monica Vitti - Scandalo segreto
- 1991: 
  - Alessandro D'Alatri - Americano rosso
  - Sergio Rubini - La stazione
  - Antonio Monda - Dicembre
  - Christian De Sica - Faccione
  - Michele Placido - Pummarò
- 1992
  - Maurizio Zaccaro - Dove comincia la notte
  - Massimo Scaglione - Angeli a Sud
  - Giulio Base - Crack
- 1993
  - Mario Martone - Morte di un matematico napoletano
  - Pasquale Pozzessere - Verso sud
  - Carlo Carlei - La corsa dell'innocente
- 1994
  - Simona Izzo - Maniaci sentimentali
  - Francesco Ranieri Martinotti - Abissinia
  - Leone Pompucci - Mille bolle blu
- 1995
  - Paolo Virzì - La bella vita
  - Sandro Baldoni - Strane storie
  - Alberto Simone - Colpo di luna
- 1996
  - Stefano Incerti - Il verificatore
  - Mimmo Calopresti - La seconda volta
  - Leonardo Pieraccioni - I laureati
- 1997
  - Fulvio Ottaviano - Cresceranno i carciofi a Mimongo
  - Franco Bernini - Le mani forti
  - Ugo Chiti - Albergo Roma
  - Roberto Cimpanelli - Un inverno freddo freddo
  - Anna Di Francisca - La bruttina stagionata
- 1998
  - Roberta Torre - Tano da morire
  - Riccardo Milani - Auguri professore
  - Aldo, Giovanni e Giacomo i Massimo Venier - Tre uomini e una gamba
- 1999
  - Luciano Ligabue - Radiofreccia
  - Giuseppe M. Gaudino - Giro di lune tra terra e mare
  - Gabriele Muccino - Ecco fatto

### Anys 2000-2009
- 2000
  - Alessandro Piva - La capagira
  - Andrea i Antonio Frazzi - Il cielo cade
  - Piergiorgio Gay i Roberto San Pietro - Tre storie
- 2001
  - Alex Infascelli - Almost Blue
  - Roberto Andò - Il manoscritto del Principe
  - Rolando Stefanelli - Il prezzo
- 2002
  - Marco Ponti - Santa Maradona
  - Vincenzo Marra - Tornando a casa
  - Paolo Sorrentino - L'uomo in più
- 2003
  - Daniele Vicari - Velocità massima
  - Francesco Falaschi - Emma sono io
  - Michele Mellara e Alessandro Rossi - Fortezza Bastiani
  - Marco Simon Puccioni - Quello che cerchi
  - Spiro Scimone e Francesco Sframeli - Due amici
- 2004
  - Salvatore Mereu - Ballo a tre passi
  - Andrea Manni - Il fuggiasco
  - Francesco Patierno - Pater familias
  - Piero Sanna - La destinazione
  - Maria Sole Tognazzi - Passato prossimo
- 2005
  - Saverio Costanzo - Private
  - Paolo Franchi - La spettatrice
  - David Grieco - Evilenko
  - Stefano Mordini - Provincia meccanica
  - Paolo Vari i Antonio Bocola - Fame chimica
- 2006
  - Fausto Brizzi - Notte prima degli esami
  - Vittorio Moroni - Tu devi essere il lupo
  - Francesco Munzi - Saimir
  - Fausto Paravidino - Texas
  - Stefano Pasetto - Tartarughe sul dorso
- 2007
  - Kim Rossi Stuart - Anche libero va bene
  - Alessandro Angelini - L'aria salata
  - Francesco Amato - Ma che ci faccio qui
  - Giambattista Avellino, Ficarra e Picone - Il 7 e l'8
  - Davide Marengo - Notturno bus
- 2008
  - Andrea Molaioli - La ragazza del lago
  - Fabrizio Bentivoglio - Lascia perdere, Johnny!
  - Giorgio Diritti - Il vento fa il suo giro
  - Marco Martani - Cemento armato
  - Silvio Muccino - Parlami d'amore
- 2009
  - Gianni Di Gregorio - Pranzo di ferragosto
  - Marco Amenta - La siciliana ribelle
  - Umberto Carteni - Diverso da chi?
  - Tony D'Angelo - Una notte
  - Marco Pontecorvo - Pa-ra-da

### Anys 2010-2019
- 2010
  - Valerio Mieli - Dieci inverni
  - Susanna Nicchiarelli - Cosmonauta
  - Claudio Noce - Good Morning Aman
  - Marco Chiarini - L'uomo fiammifero
  - Giuseppe Capotondi - La doppia ora
- 2011
  - Rocco Papaleo - Basilicata coast to coast
  - Aureliano Amadei - 20 sigarette
  - Edoardo Leo - 18 anni dopo
  - Paola Randi - Into Paradiso
  - Massimiliano Bruno - Nessuno mi può giudicare
- 2012
  - Francesco Bruni - Scialla! (Stai sereno)
  - Stefano Sollima - ACAB - All Cops Are Bastards
  - Alice Rohrwacher - Corpo celeste
  - Andrea Segre - Io sono Li
  - Guido Lombardi - Là-bas - Educazione criminale
- 2013
  - Leonardo Di Costanzo - L'intervallo
  - Giorgia Farina - Amiche da morire
  - Alessandro Gassmann - Razzabastarda
  - Luigi Lo Cascio - La città ideale
  - Laura Morante - Ciliegine
- 2014
  - Pierfrancesco Diliberto - La mafia uccide solo d'estate
  - Valeria Golino - Miele
  - Fabio Grassadonia, Antonio Piazza - Salvo
  - Matteo Oleotto - Zoran, il mio nipote scemo
  - Sydney Sibilia - Smetto quando voglio
- 2015
  - Edoardo Falcone - Se Dio vuole
  - Andrea Jublin - Banana
  - Lamberto Sanfelice - Cloro
  - Eleonora Danco - N-Capace
  - Laura Bispuri - Vergine giurata
- 2016
  - Gabriele Mainetti - Lo chiamavano Jeeg Robot
  - Carlo Lavagna - Arianna
  - Adriano Valerio - Banat - Il viaggio
  - Piero Messina - L'attesa
  - Francesco Miccichè i Fabio Bonifacci - Loro chi?
  - Alberto Caviglia - Pecore in erba
- 2017
  - Marco Danieli - La ragazza del mondo
  - Michele Vannucci - Il più grande sogno
  - Marco Segato - La pelle dell'orso
  - Fabio Guaglione e Fabio Resinaro - Mine
  - Lorenzo Corvino - WAX: We Are the X
- 2018
  - Donato Carrisi - La ragazza nella nebbia
  - Cosimo Gomez - Brutti e cattivi
  - Roberto De Paolis - Cuori puri
  - Andrea Magnani - Easy - Un viaggio facile facile
  - Andrea De Sica - I figli della notte
- 2019
  - Alessio Cremonini - Sulla mia pelle
  - Luca Facchini - Fabrizio De André - Principe libero
  - Simone Spada - Hotel Gagarin
  - Fabio e Damiano D'Innocenzo - La terra dell'abbastanza
  - Valerio Mastandrea - Ride

### Anys 2020-2029
- 2020
  - Phaim Bhuiyan - Bangla
  - Igort - 5 è il numero perfetto
  - Leonardo D'Agostini - Il campione
  - Marco D'Amore - L'immortale
  - Carlo Sironi - Sole